# Jia Zhangke
Jia Zhangke, född 1970 i Fenyang i Shanxi, är en kinesisk filmregissör. Han tillhör den så kallade sjätte filmgenerationen, dit även Zhang Yuan och Wang Xiaoshua räknas. Han gör realistiska samtidsskildringar i en dokumentär stil. Skådespelarna är ofta amatörer utan tidigare erfarenhet från film. Liksom andra kinesiska regissörer har han haft problem med den kinesiska filmcensuren och gjorde därför i början av sin karriär filmer utanför de vanliga statliga filminstitutionerna. 
Vid Filmfestivalen i Cannes 2013 vann han pris i kategorin Bästa manus för sitt arbete med Tian zhu ding.

## Filmografi
- Xiao Wu, 1997 (Xiao Wu, ej utgiven i Kina)
- Platform, 2000 (Zhantai, ej utgiven i Kina)
- Unknown pleasures, 2002 (Ren xiao yao, ej utgiven i Kina)
- The world, 2004 (Shijie, första officiellt utgivna film i Kina)
- Stilla liv, 2006 (Sān Xiá hǎorén)
- Havslegender, 2010 (Hǎi shàng chuánqí)
- A Touch of Sin, 2013
- Mountains May Depart, 2015
- Ash is Purest White, 2018

## Priser och utmärkelser
- The world nominerades till Guldlejonet vid filmfestivalen i Venedig. Stilla liv vann Guldlejonet 2006.
- Bästa manuskript för Tian zhu ding vid Filmfestivalen i Cannes 2013.